# Formula Tasman sezona 1969
Formula Tasman sezona 1969 je bila šesto prvenstvo Formule Tasman, ki je potekalo med 4. januarjem in 16. februarjem 1969. 

## Koledar dirk
| Št | Dirkališče   | Država         | Datum       | Krogi | Razdalja        | Čas       | Hitrost | Zmagovalec    | Pole         | Najh. krog                 |
| -- | ------------ | -------------- | ----------- | ----- | --------------- | --------- | ------- | ------------- | ------------ | -------------------------- |
| 1  | Pukekohe     | Nova Zelandija | 4. januar   | 58    | 2.816=163,33 km | 57'55.4   |         | Chris Amon    |              | Jochen Rindt               |
| 2  | Levin        | Nova Zelandija | 11. januar  | 63    | 1.920=120,69 km | 50'08.8   |         | Chris Amon    |              | Jochen Rindt Piers Courage |
| 3  | Wigram       | Nova Zelandija | 18. januar  | 44    | 3.680=161,9 km  | 58'53.6   |         | Jochen Rindt  |              | Chris Amon Jochen Rindt    |
| 4  | Teretonga    | Nova Zelandija | 25. januar  | 62    | 2.575=159,65 km | 1h01'44.4 |         | Piers Courage |              | Piers Courage Jochen Rindt |
| 5  | Lakeside     | Avstralija     | 2. februar  | 67    | 2.400=160,8 km  | 1h00'12.8 |         | Chris Amon    | Chris Amon   |                            |
| 6  | Warwick Farm | Avstralija     | 9. februar  | 45    | 3.617=167,56 km | 1h18'12.8 |         | Jochen Rindt  | Jochen Rindt |                            |
| 7  | Sandown      | Avstralija     | 16. februar | 55    | 3.106=170,8 km  | 1h00'10.6 |         | Chris Amon    | Jochen Rindt |                            |

## Rezultati

### Dirkači
| Mesto | Dirkač          | Država              | Moštvo | Šasija  | Motor      | Nova Zelandija | Nova Zelandija | Nova Zelandija | Nova Zelandija | Avstralija | Avstralija | Avstralija | Točke |
| ----- | --------------- | ------------------- | ------ | ------- | ---------- | -------------- | -------------- | -------------- | -------------- | ---------- | ---------- | ---------- | ----- |
| 1     | Chris Amon      | Nova Zelandija      |        | Ferrari | Ferrari    | 9              | 9              | 4              | 4              | 9          | 0          | 9          | 44    |
| 2     | Jochen Rindt    | Avstrija            |        | Lotus   | Cosworth   | 6              | 0              | 9              | 0              | 0          | 9          | 6          | 30    |
| 3     | Piers Courage   | Združeno kraljestvo |        | Brabham | Cosworth   | 4              | 6              | 3              | 9              | 0          | 0          | 0          | 22    |
| 4     | Derek Bell      | Združeno kraljestvo |        | Ferrari | Ferrari    | 3              | 0              | 2              | 2              | 6          | 6          | 2          | 21    |
| 5     | Graham Hill     | Združeno kraljestvo |        | Lotus   | Cosworth   | 0              | 0              | 6              | 6              | 3          | 0          | 1          | 16    |
| 6     | Frank Gardner   | Avstralija          |        | Mildren | Alfa Romeo | 0              | 4              | 0              | 3              | -          | 4          | 3          | 14    |
| 7     | Leo Geoghegan   | Avstralija          |        | Lotus   | Repco      | 2              | 3              | 0              | -              | 4          | 2          | 0          | 11    |
| 8     | Jack Brabham    | Avstralija          |        | Brabham | Repco      | -              | -              | -              | -              | -          | -          | 4          | 4     |
| 9     | Graeme Lawrence | Nova Zelandija      |        | McLaren | Cosworth   | 1              | 2              | 0              | 0              | -          | 0          | 0          | 3     |
| 10    | Niel Allen      | Avstralija          |        | McLaren | Cosworth   | -              | -              | -              | -              | 2          | 1          | 0          | 3     |
| 11    | Kevin Bartlett  | Avstralija          |        | Brabham | Alfa Romeo | -              | -              | -              | -              | 0          | 3          | 0          | 3     |
| 12    | Roly Levis      | Nova Zelandija      |        | Brabham | Cosworth   | 0              | 0              | 1              | 1              | -          | 0          | 0          | 2     |
| 13    | Graham McRae    | Nova Zelandija      |        | McRae   | Ford       | 0              | 1              | 0              | 0              | -          | -          | -          | 1     |
| 14    | Max Stewart     | Avstralija          |        | Mildren | Alfa Romeo | -              | -              | -              | -              | 1          | -          | -          | 1     |